# Żukowo (powiat chojnicki)
Żukowo – wieś w Polsce w  województwie pomorskim, w powiecie chojnickim, w gminie Czersk. 
Wieś borowiacka, położona na obszarze Tucholskiego Parku Krajobrazowego, wchodzi w skład sołectwa Zapędowo.
W latach 1975–1998 miejscowość administracyjnie należała do województwa bydgoskiego.